# Waldemar von Preußen (1817–1849)

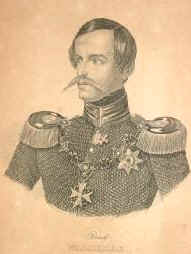
Prinz Waldemar von Preußen

Lord Hardinge (auf dem Schimmel) und Prinz Waldemar (mit Mütze) besichtigen das Schlachtfeld von Ferozeshah

Prinz Friedrich Wilhelm Waldemar von Preußen (* 2. August 1817 in Berlin; † 17. Februar 1849 in Münster) war ein preußischer Generalmajor.

## Leben
Seine Eltern waren Prinzessin Marianne und Prinz Wilhelm, der jüngste Bruder des Königs Friedrich Wilhelm III.
Zu seinem zehnten Geburtstag wurde Waldemar, wie alle geborenen Prinzen des preußischen Königshauses, mit dem Schwarzen Adlerorden ausgezeichnet sowie à la suite des II. Bataillons des 4. Garde-Landwehr-Regiments gestellt. Der junge Prinz absolvierte die im preußischen Hochadel übliche Kadettenerziehung, die nahtlos in eine militärische Laufbahn mündete. Seine eigentliche militärische Laufbahn begann am 7. April 1835, als er zum aktiven 2. Garde-Regiment zu Fuß versetzt wurde. Es folgten am 26. Juni 1836 die Beförderung zum Premierleutnant und am 29. März 1838 die Beförderung zum Kapitän. Am 4. Dezember 1838 wurde der Prinz mit gleichzeitiger Beförderung zum Major dem Garde-Dragoner-Regiment zugeteilt, und gleichzeitig zum Kommandeur des III. Bataillons im 3. Garde-Landwehr-Regiment ernannt. Nach diesen Tätigkeiten bei der Infanterie und Kavallerie wurde er am 3. November 1842 für ein Jahr zur Garde-Artillerie-Brigade kommandiert. Am 30. März 1844 wurde er zum Oberst befördert.
Im gleichen Jahr 1844 trat der Prinz zusammen mit dem Hauptmann im Generalstab Eduard von Oriola, dem Leutnant Albrecht Wilhelm von der Groeben sowie dem Arzt Werner Friedrich Hoffmeister eine längere Auslandsreise nach Indien an, die bis in den Himalaya und an die Grenze Tibets führte. Während des Aufenthaltes in Indien beobachtete die Reisegesellschaft an der Seite der Engländer den Ersten Sikh-Krieg. Waldemar war bei den großen Gefechten bei Mudki am 18. Dezember 1845, bei Ferozeshah am 21. und 22. Dezember 1845 und bei Sobraon am 10. Februar 1846 anwesend. Während der Schlacht von Ferozeshah wurde Werner Hoffmeister getötet. 1846 kehrte Waldemar nach Berlin zurück, wo er und Oriola mit dem Orden Pour le Mérite ausgezeichnet wurden. In den Folgejahren publizierte die Berliner Deckersche Hofdruckerei in mehreren, wissenschaftlich und künstlerisch aufwendig hergestellten Büchern und Alben die Erträge der Reise. Diese Werke gelten im Antiquariatsbuchhandel als seltene Sammlerstücke.
Am 3. Juli 1846 erfolgte seine Ernennung zum Generalmajor à la suite des Garde-Dragoner-Regiments und am 15. August 1846 die Bestallung zum Regimentskommandeur. Im Juli 1848 erhielt er den „Master of Arts“-Doktortitel der Universität Cambridge. Am 9. März 1848 wurde er Kommandeur der 13. Kavallerie-Brigade in Münster in Westfalen. Dort starb er jedoch bereits am 17. Februar 1849. Er wurde in der Familiengruft im Berliner Dom beigesetzt.
Bereits 1834 benannte man nach ihm die Waldemarstraße in der Berliner Spandauer Vorstadt. Der Name wurde kurz nach seinem Tod 1849 übertragen auf eine neue Straße in der gerade angelegten Luisenstadt; ein Bereich, in dem zu dieser Zeit auch nach seiner Mutter sowie seinem Bruder Adalbert, seinem Onkel Heinrich und seiner Tante Alexandrine Straßen und Plätze benannt wurden (Mariannenplatz, Heinrichplatz).